# Guitarist
En guitarist er en person, der spiller guitar. Guitarister opererer inden for en lang række genrer, hvoraf rock, jazz og klassisk musik kan nævnes. Guitarister optræder både som solister og som akkompagnatører.